# Stefan Prawowski
Stefan Prawowski (ur. 21 sierpnia 1893 w Roskoszy, zm. 1940 w Katyniu) – polski wojskowy, żołnierz I Korpusu Polskiego w Rosji, a następnie Polskiej Organizacji Wojskowej w trakcie I wojny światowej, dowódca kompanii karabinów maszynowych 29 Pułku Strzelców Kaniowskich podczas powstania wielkopolskiego. Po wojnie urzędnik i działacz kombatancki. Ofiara zbrodni katyńskiej.

## Życiorys

### Rodzina
Był synem kupca Józefa Prawowskiego (ur. ok. 1843) i Wiktorii Marii z Jeżewskich (1846-1924). Pochodził z rodziny o tradycjach patriotycznych. Jego siostrą była malarka Józefa Majchrowicz (1884-1959).

### I wojna światowa i powstanie wielkopolskie
W czasie I wojny światowej był żołnierzem I lub II Korpusu Polskiego w Rosji, utworzonego w 1917 roku. Następnie został członkiem Polskiej Organizacji Wojskowej. Po wojnie dołączył do I Batalionu Pogranicznego w Szczypiornie, obecnie dzielnicy Kalisza. 15 grudnia 1918 roku został przyjęty do Wojska Polskiego w stopniu podporucznika.
Na przełomie 1918/19 r. wziął udział w powstaniu wielkopolskim. Jako dowódca kompanii karabinów maszynowych 29 Pułku Strzelców Kaniowskich ze Szczypiorna brał udział w walkach na ziemi krotoszyńskiej. W nocy z 30 na 31 grudnia 1918 r. dowodzona przez niego kompania brała udział w zdobyciu Skalmierzyc. Później jego oddział wszedł w skład załogi pociągu pancernego Poznańczyk. 31 grudnia Poznańczyk uczestniczył w walkach o Ostrów Wielkopolski. 1 stycznia oddział Jana Szlagowskiego przy wsparciu załogi pociągu pancernego zdobył dworzec w Krotoszynie, a następnie pozostałe strategiczne obiekty w mieście.

### W okresie dwudziestolecia międzywojennego
1 czerwca 1919 r. uzyskał stopień kapitana. Po wojnie przeniesiony do rezerwy 57 Pułku Piechoty. W 1921 r. ukończył kurs dowódców baonów. W okresie dwudziestolecia międzywojennego pracował jako księgowy i urzędnik w Poznaniu. Co najmniej od 1932 r. był pełnomocnikiem i urzędnikiem Poznańskiego Banku Ziemstwa Kredytowego.
W 1931 r. był członkiem Tymczasowej Komisji Rozjemczej Okręgowej Kasy Chorych m. Poznania z ramienia członków ubezpieczalni, zaś w latach 1936 i 1937 był członkiem Tymczasowej Komisji Rozjemczej przy Ubezpieczalni Społecznej w Poznaniu. Kandydował w wyborach samorządowych w Wielkopolsce w 1933 roku z listy Wojewódzkiego Komitetu Wyborczego Narodowego Bloku Gospodarczego, związanego z obozem sanacyjnym.

#### Działalność kombatancka

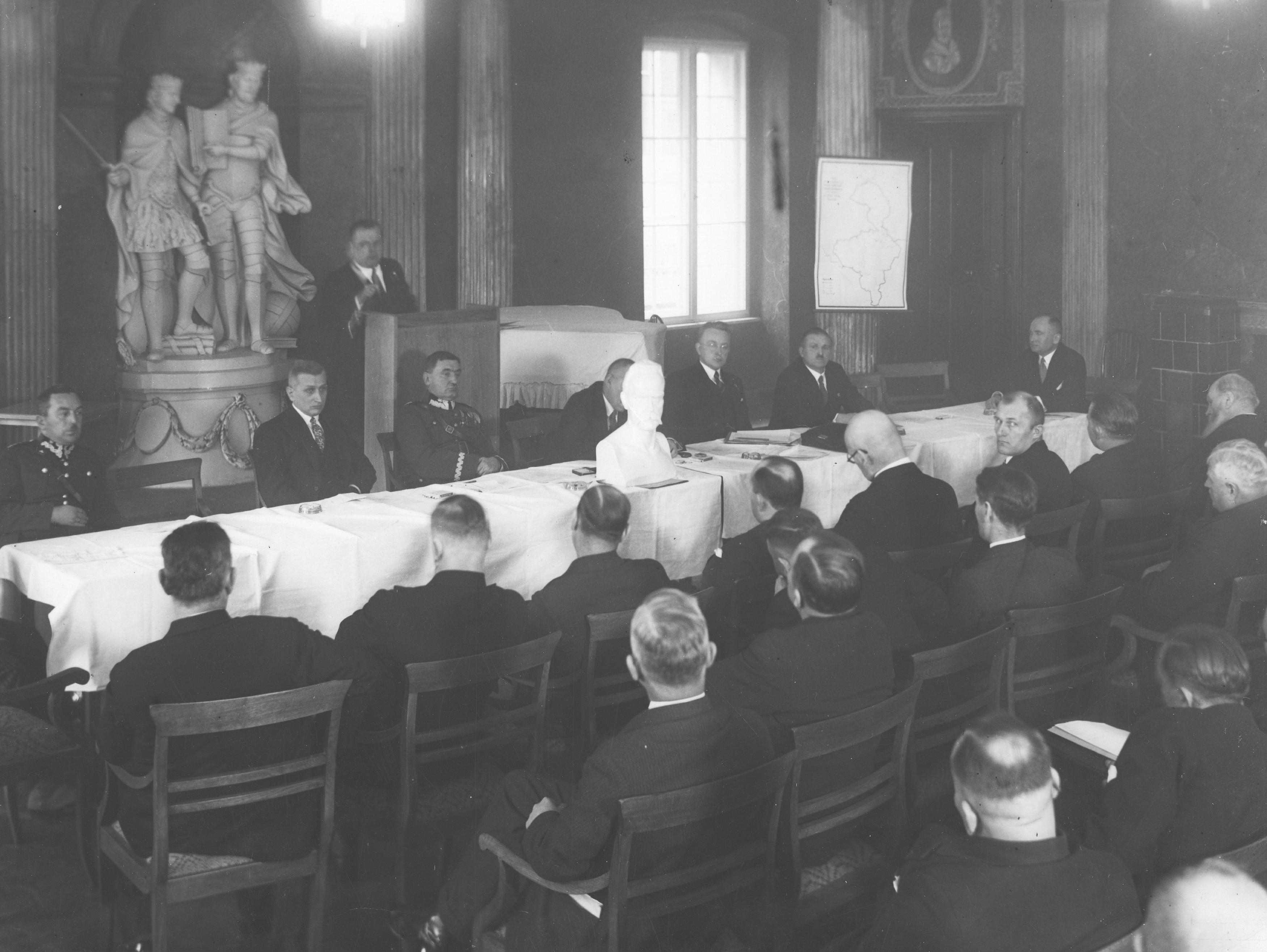
Stefan Prawowski przemawia podczas zjazdu delegatów powiatowych Związku Weteranów Powstań Narodowych RP w Pałacu Działyńskich w Poznaniu

Był wiceprezesem Związku Weteranów Powstania Wielkopolskiego 1918-1919, w 1928 roku włączonego w skład Związku Weteranów Powstań Narodowych Rzeczypospolitej Polskiej 1914/19. W 1930 r. został członkiem nowo powołanego Zarządu Ziem Zachodnich przy tymże związku, zaś w 1932 r. był prezesem tego zarządu. Jako prezes, zainicjował opracowanie wzoru i regulaminu odznaczenia „Krzyż za Powstanie Wielkopolskie 1918/19”. Władze nie wyraziły zgody na wprowadzenie tego odznaczenia. 13 marca 1934 roku podczas walnego zjazdu delegatów Związku Weteranów Powstań Narodowych Rzeczypospolitej Polskiej 1914/19 w Restauracji Belweder ustępujący zarząd zaproponował go na członka nowego gremium. Jak relacjonuje Dziennik Bydgoski, kandydatura Prawowskiego wywołała silne sprzeciwy. Przy kandydaturze Prawowskiego obstawał gen. Stanisław Taczak, proponowany na przewodniczącego związku. Ostatecznie delegaci zgodzili się na przyjęcie Prawowskiego, pod warunkiem udzielenia nominacji również por. W. Skotarczakowi. Stefan Prawowski został wiceprezesem związku. Był autorem broszury pt. Zarys historji Związku Weteranów Powstań Narodowych R. P. 1914/19, wydanej w 1935 roku.
7 października 1931 roku został wybrany do Komisji Rewizyjnej Towarzystwa dla badań nad historią Powstania Wielkopolskiego 1918/19 r. Co najmniej od 1932 roku był członkiem Związku Rezerwistów RP. W tym roku był członkiem prezydium I Walnego Zjazdu Delegatów Okręgu Poznańskiego Związku Rezerwistów RP. Co najmniej od 1936 r. należał do Koła Żołnierzy byłego I Batalionu Pogranicznego w Szczypiornie, tzw. Koła Szczypiorniaków w Ostrowie Wielkopolskim. W lutym 1938 r. został wybrany do władz koła.
11 czerwca 1932 roku wraz z p. Gostyńskim zwołał w Hotelu Polskim w Ostrowie zebranie powstańców wielkopolskich, na które przyszło 300 osób zrzeszonych i niezrzeszonych w organizacjach kombatanckich. Zaproponował na nim utworzenie nowego towarzystwa pod nazwą Związek weteranów z roku 1918/19. Ogół zebranych odrzucił propozycję. Przedstawiciele powstańców z Ostrowa Wielkopolskiego argumentowali, że w mieście istnieją już dwie podobne organizacje, a próbę utworzenia trzeciej ocenili jako rozbijanie jedności społeczeństwa. Związany z Narodową Demokracją Kurier Poznański ocenił pomysł jako próbę utworzenia towarzystwa kombatanckiego podległego i poszerzającego wpływy obozu sanacyjnego.

### Zbrodnia katyńska i pochówek

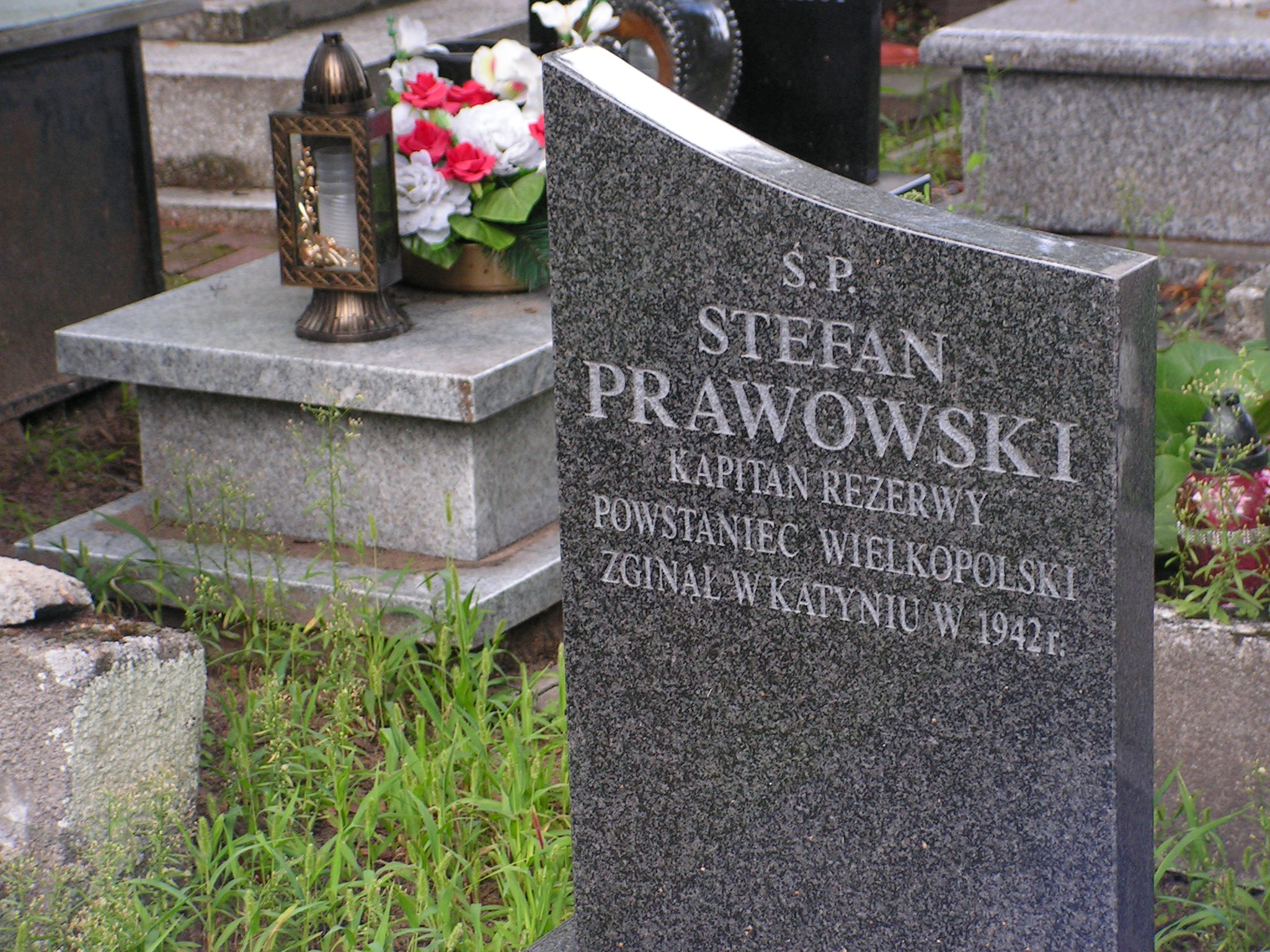
Symboliczna płyta upamiętniająca Stefana Prawowskiego na Cmentarzu Komunalnym we Włocławku

Po wybuchu II wojny światowej był przetrzymywany w radzieckim obozie jenieckim w Kozielsku. 26 stycznia 1940 roku został wysłany na leczenie do szpitala w Smoleńsku, gdzie przebywał od 24 lutego. 14 kwietnia powrócił do obozu w Kozielsku. 28 kwietnia 1940 r. szef NKWD na obwód smoleński rozkazał wysłanie go do Smoleńska, gdzie wyjechał dwa dni później. Prawowski padł ofiarą zbrodni katyńskiej. Jego ciało ekshumowano w 1943 roku i zidentyfikowano na podstawie znalezionych przy nim dokumentów. Pochowano go na Polskim Cmentarzu Wojennym w Katyniu. Został uznany za zmarłego przez Sąd Powiatowy we Włocławku w 1953 roku. W 2007 r. został pośmiertnie awansowany na stopień majora.
Jego symboliczna płyta nagrobna znajduje się na cmentarzu komunalnym we Włocławku, w grobie nr 22/1/32, w którym spoczęła jego matka, siostra Józefa i siostrzenica Zofia Wiktoria.

## Odznaczenia
Za pracę w dziele odzyskania niepodległości został odznaczony w lipcu 1932 roku Medalem Niepodległości. Za osiągnięcia w pracy społecznej Prezydent RP Ignacy Mościcki dwukrotnie odznaczył go Złotym Krzyżem Zasługi. Po raz pierwszy z okazji Święta Niepodległości w 1932, po raz drugi w grudniu 1938 roku.

## Życie prywatne
Był żonaty z ewangeliczką Marią Łucją Weinknecht (1903-1979). Para miała dwie córki: Halinę Wandę (1924-1984), zamężną Wawrzyńczak i Irenę Marię (1926-2011), I voto Łabsz (Labsz, Labsch), II voto Kowalską.
Podczas okupacji córka Halina była deportowana na roboty przymusowe do Mühleneck w III Rzeszy. Po wojnie przebywała w obozie przejściowym w Mattenberg. W czerwcu 1945 r. wdowa po Prawowskim przedostała się z Warszawy do Niemiec. W lipcu odnalazła się wraz z obiema córkami w obozie przejściowym w Fritzlar. Według własnej deklaracji w 1938 roku mieszkała w Warszawie i była katoliczką. Jako nazwisko panieńskie podała Winiecka. Z kolei córka Halina jako ostatnie miejsce zamieszkania przed wojną podała Wojtkiewicze k. Brześcia. Z deklaracji Ireny wynika, że pracowała w tym czasie jako stenotypistka, będąc jednocześnie uczennicą. Po wojnie wdowa po Prawowskim mieszkała w Wielkiej Brytanii. Zmarła w 1979 roku w Barton. Halina z Prawowskich Wawrzyńczak zmarła 5 lat później w Bradford. Irena Łabsz-Kowalska jeszcze w 1951 roku mieszkała w Polsce. W latach 60. wzięła ślub w Bradford.